# Prudentius
Aurelius Prudentius Clemens, röviden csak Prudentius (348, Hispania Tarraconensis – 413 körül, Hispánia) római születésű keresztény himnuszköltő.

## Élete
Ügyvédként praktizált Hispániában, és kétszer a tartomány kormányzójává is kinevezték. I. Theodosius utasítására az udvari méltóságok sorába emelkedett. Bevallása szerint életének jelentős részét már elvesztegette és csak élete alkonyán, 392 körül fordult a katolicizmushoz. Ekkor visszavonult a közéleti pályától, és idejét az önmegtartóztatásnak és az írásnak szentelte. Ugyanakkor összegyűjtötte korának keresztény költeményeit is, melyeket előszóval látott el - saját datálása szerint 405-ben. Részt vett korának pogány-keresztény vitájában, és élesen támadta a pogány irányzat vezéralakját, Symmachust.

## Költészete
Művészetére hatást gyakoroltak korának jelentősebb keresztény írói, így például Tertullianus és Szent Ambrus. 
Himnuszainak egy részét ma is énekli a katolikus egyház. Legjelentősebb művében, a Psychomachiában (Kb. A lélek küzdelme) a
Bűn és az Erény küzdenek egymással - az Erény győzelmével. Ez a költemény jelentős hellenisztikus filozófiai gondolatokat is 
idéz, ugyanakkor döntő hatást gyakorolt a középkori allegorikus művészetre.

## Művei
- Liber Cathemerinon („Órák könyve”) a nap egyes óráiról és az ekkor tartandó egyházi ünnepélyekről szól
- Liber Peristephanon („A mártírok koronája”) 14 lírai költeményt tartalmaz hispániai és római mártírokról
- Apotheosis („Megistenülés”) azokat támadja, akik kétségbe vonják Jézus istenségét, és elutasítják a Szentháromság tanát
- Hamartigenia („A bűn eredete”) a gnossztikusok, különösen Markión felfogását támadja
- Psychomachia („A lélek küzdelme”)
- Libri contra Symmachum („Symmachus ellen”), a Győzelem istennője oltár visszaállítása ellen
- Dittochæon („A kettős testamentum”) a római bazilika falára szánt verses feliratokat tartalmaz

## Magyarul megjelent művei
- Online részletek – in Római költők antológiája
- Himnuszok In: Babits Mihály: Amor Sanctus – A középkor latin himnuszai, Magyar Szemle Társaság, Budapest, 1933, 56–66. o. Online: http://mek.oszk.hu/11100/11171/11171.pdf
- Himnuszok In: Sík Sándor: Himnuszok könyve, Szent István Társulat, Budapest, 1943, 85–107. o. Online: http://www.unitas.hu/sites/default/files/sik_sandor_-_himnuszok_konyve.pdf Archiválva 2016. március 4-i dátummal a Wayback Machine-ben